# Scott Joplin
Scott Joplin (Texarkana, Texas, Estats Units, 24 de novembre del 1868 – Manhattan, Nova York, Estats Units, 1 d'abril del 1917) fou un compositor i pianista estatunidenc.
Va ser un dels primers compositors afroamericans en ser àmpliament reconegut. Va ser una de les figures més importants en el desenvolupament del ragtime clàssic, per al qual desitjava un estatus similar al de la música seriosa provinent d'Europa i la possibilitat d'admetre composicions extenses com òperes i simfonies.

## Biografia
Nascut en un ambient musical, fou el segon dels sis fills de Florence Givins (cantant i intèrpret de banjo) i Giles Joplin (antic esclau i violinista): tots els seus germans tocaven també diferents instruments musicals. Scott es va familiaritzar amb el piano d'un veí a una edat primerenca. Veient les seves habilitats, el seu pare va reunir els diners per comprar-li un piano de taula de segona mà que va tocar dia i nit fins a arribar a tenir una habilitat considerable. Quan va arribar als onze anys, la destresa del jove Joplin va arribar a la comunitat blanca de Texarkana i va despertar l'interès d'un vell professor de música alemany, Julius Weiss, que el va agafar com a alumne impressionat per les seves primeres improvisacions quan tenia onze anys. La base de les classes van ser l'estudi de l'harmonia d'acord amb la tradició europea.:7
Després de morir la seva mare el 1882, Joplin, davant la pressió del seu pare perquè aprengués un ofici, abandonà la llar familiar. S'instal·là itinerantment a la vall del Mississipi i treballà com a pianista en bars i prostíbuls, llocs on contractaven la majoria dels músics d'ètnia negra. Les seves experiències musicals d'aquests anys li serviren en el futur com a inspiració rítmica i melòdica.
El 1885, anà a viure a la regió de Sant Louis-Sedalia, on conegué altres pioners del ragtime com Tom Turpin, Arthur Marshall i Louis Chauvin. Joplin estudià en la Universitat George Smith per a alumnes negres, on seguí cursos d'harmonia i composició. El 1893 actuà, amb una orquestra pròpia en què tocava el piano i la corneta, en la World's Columbian Exposition de Chicago, i un any més tard es traslladà a Sedalia (Missouri).
El 1895, publicà les primeres cançons, temes com A picture of Her Face i Please Say You Will. Fou Sedalia on publicà, el 1899, Original Rags i Maple Leaf Rag (la seva obra més important i un dels rags més famosos que s'han editat, que assolí vendre cents de milers de còpies de les seves partitures; també obri un centre d'ensenyança. L'èxit com a compositor el portà a compondre més de cinquanta obres per a piano entre 1895 i 1917.
El 1902, fruit del seu interès a expandir les possibilitats del gènere, compongué el Ragtime Dance, un ballet de vint minuts de durada amb narració inclosa, sobre la base dels balls de la societat negra del moment. Comercialment, fou un fracàs, cosa que el portà que, el 1903, el seu editor musical es negués a publicar A Guest of Honor, la primera òpera de Joplin (tot i això, s'estrenà a Sant Louis el 18 de febrer del 1903).
El 1906, es desplaçà a Chicago i el 1907 es traslladà a Nova York, on s'assentaria definitivament dos anys després. Quatre anys més tard, publicà, amb els seus diners, l'òpera Treemonisha, obra amb la qual intentà anar més enllà del ragtime, per crear una òpera exclusiva dels afroamericans. S'estrenà el 1915 en una versió de concert, sense decorats, però fracassà de cara al públic; aquest fet provocà en el compositor una depressió que el portà a sofrir diversos trastorns mentals i problemes físics de coordinació.
Malalt de demència paralítica cerebral, originada per la sífilis, ingressà el 1916 en l'Hospital estatal de Manhattan, on acabaria morint.
Mai no va saber la influència que exerciria sobre la música del segle xx. Una de les seves obres més conegudes i populars fou el rag titulat: The Entertainer, utilitzat nombroses vegades en el cinema i que fou la banda sonora del film dirigit el 1974 pel cineasta George Roy Hill titulada El cop.

## Elsrags
Scott Joplin, a diferència d'altres músics contemporanis, va tenir una formació musical clàssica molt sòlida, cosa que es materialitzà en la seva tendència a assolir un equilibri formal basant-se en l'ús de tonalitats molt pròximes entre si.
Els seus rags es valen de ritmes diferents i inclouen, generalment, quatre temes de 16 compassos repetits, amb introducció i modulació abans del tercer tema; rere la profusió de sons irregulars i arpegiats sempre s'hi troba, en els seus rags, una melodia de caràcter enganxós que segueix el clàssic patró de frase antecedent-conseqüent, dividint-se així la melodia de vuit compassos en dues parts relacionades entre si. Per la resta, els seus rags manquen de passatges de desenvolupament.
Scott Joplin no enregistrà mai àudios, malgrat que sí alguns piano rolls a finals del 1915 o principis del 1916; el seu llegat, per tant, se centra quasi exclusivament en les seves partitures, dissenyades per a una execució mil·limètrica i minuciosa per part de l'artista.

## Obres
Per ordre alfabètic (entre parèntesis, l'any del copyright):
- Antoinette (1906)
- Augustan Club Waltz (1901)
- Bethena (1905)
- Binks' Waltz (1905)
- A Breeze From Alabama (1902)
- The Cascades (1904)
- The Chrysanthemum (1904)
- Cleopha (1902)
- Combination March (1896)
- Country Club (1909)
- Great Crush Collision March (1896)
- The Easy Winners (1901)
- Elite Syncopations (1902)
- The Entertainer (1902)
- Eugenia (1906)
- Euphonic Sounds (1909)
- The Favorite (1904)
- Felicity Rag (1911) (coautor: Scott Hayden)
- Fig Leaf Rag (1908)
- Gladiolus Rag (1907)
- Harmony Club Waltz (1896)
- Heliotrope Bouquet (1907) (coautor: Louis Chauvin)
- I Am Thinking of My Pickanniny Days (1902) (lletra: Henry Jackson)
- Kismet Rag (1913) (coautor: Scott Hayden)
- Leola (1905)
- Lily Queen (1907) (coautor: Arthur Marshall)
- Little Black Baby (1903) (lletra: Louis Armstrong Bristol)
- Magnetic Rag (1914)
- Maple Leaf Rag (1899)
- March Majestic (1902)
- The Nonpareil (1907)
- Original Rags (1899) (arranjaments: Chas. N. Daniels)
- Palm Leaf Rag (1903)
- Paragon Rag (1909)
- Peacherine Rag (1901)
- A Picture of Her Face (1895)
- Pine Apple Rag (1908)
- Pleasant Moments (1909)
- Please Say You Will (1895)
- The Ragtime Dance (1902)
- The Ragtime Dance (1906)
- Reflection Rag (1917)
- The Rose-bud March (1905)
- Rose Leaf Rag (1907)
- Sarah Dear (1905) (lletra: Henry Jackson)
- School of Ragtime (1908)
- Scott Joplin's New Rag (1912)
- Searchlight Rag (1907)
- Silver Swan Rag (1971)
- Solace (1909)
- Something Doing (1903) (coautor: Scott Hayden)
- Stoptime Rag (1910)
- The Strenuous Life (1902)
- Sugar Cane (1908)
- Sunflower Slow Drag (1901) (coautor: Scott Hayden)
- Swipsey (1900) (co: Arthur Marshall)
- The Sycamore (1904)
- Treemonisha (1911 òpera)
- Wall Street Rag (1909)
- Weeping Willow (1903)
- When Your Hair Is Like the Snow (1907) (lletra: Owen Spendthrift)